# Machimus alterus
Machimus alterus är en tvåvingeart som beskrevs av Samuel Wendell Williston  1901. Machimus alterus ingår i släktet Machimus och familjen rovflugor. Inga underarter finns listade i Catalogue of Life.